# Houston Texans
Houston Texans är ett professionellt lag i den amerikanska National Football League (NFL) som har Houston, Texas som hemort.

## Grundat
1999 vid NFL:s utvidgning – spelstart 2002.

## Tidigare namn
Tidigare fanns i Houston ett lag med namnet Houston Oilers, som flyttade till Nashville, Tennessee 1997 och nu spelar under namnet Tennessee Titans.

## Hemmaarena
Texans hemmaarena heter NRG Stadium och har en kapacitet på 72 220 personer.

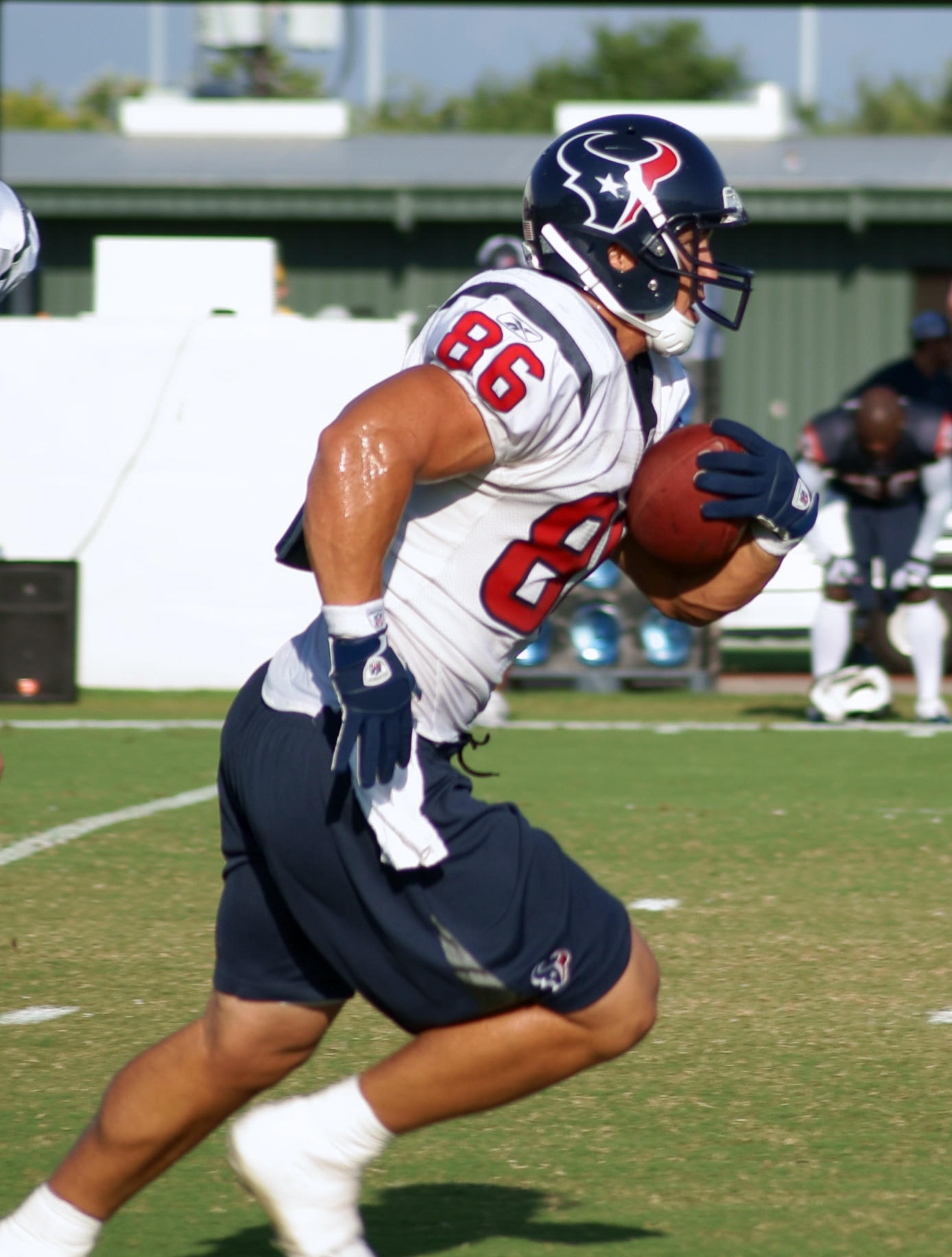
Houston Texans tävlingsdräkt.

## Tävlingsdräkt
- Hemma: Blå tröja, vita byxor
- Borta: Vit tröja, blå byxor
- Hjälm: Blå med ett tjurhuvud i staten Texas färger blått, vitt och rött.

## Mästerskapsvinster
Inga

## Super Bowl
Inga